# Ornithoctonus costalis
Ornithoctonus costalis is een spinnensoort in de taxonomische indeling van de vogelspinnen (Theraphosidae).
Het dier behoort tot het geslacht Ornithoctonus. De wetenschappelijke naam van de soort werd voor het eerst geldig gepubliceerd in 1998 door Joachim Schmidt.